# Békuy (Ouarkoye)
Pour les articles homonymes, voir Békuy.
Békuy est un village du département de Ouarkoye, situé dans de la province du Mouhoun et la région de la Boucle du Mouhoun au Burkina Faso.

## Géographie
Le village est traversé par la route nationale 10.